# Rivoluzione conservatrice

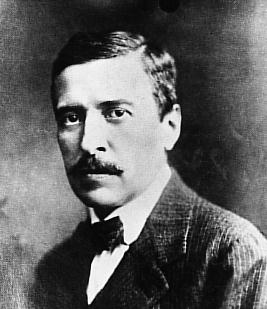
Lo scrittore austriaco Hugo von Hofmannsthal fu il primo ad usare l'espressione "rivoluzione conservatrice"

La rivoluzione conservatrice (Konservative Revolution) è una definizione formulata da alcuni studiosi per indicare nel loro complesso una serie di movimenti politico-culturali nati in Germania a cavallo tra le due guerre mondiali.

## Storia
Il termine Konservative Revolution viene utilizzato per la prima volta il 10 gennaio 1927 dallo scrittore austriaco, di origine ebraica, Hugo von Hofmannsthal durante una conferenza a Monaco di Baviera il cui tema era "La letteratura come spazio spirituale della nazione". Tuttavia nella riorganizzazione organica e bibliografica di questo complesso movimento messa a punto da Armin Mohler con il saggio del 1950 Die konservative Revolution in Deutschland 1918-1932 viene fatta iniziare nel 1918. Il movimento unì tutti quegli intellettuali, non di sinistra, oppositori della Repubblica di Weimar.
Secondo alcuni studiosi la "Rivoluzione conservatrice tedesca" fu quell'humus culturale da cui si sviluppò il nascente Nazionalsocialismo tuttavia dopo il 1933 (nomina di Adolf Hitler a Cancelliere del Reich) solo alcuni esponenti della "Konservative Revolution" aderirono al nazionalsocialismo (come Carl Schmitt), molti altri presero infatti le distanze da esso, ritirandosi a vita privata (Ernst von Salomon, Gottfried Benn, Ernst Jünger) o divenendone oppositori (Thomas Mann, Edgar Julius Jung). In Italia, Julius Evola, teorico del cosiddetto tradizionalismo integrale oltre che di un razzismo spirituale, fu fortemente influenzato dalla Konservative Revolution.

## Ideologia
Il movimento nasce da un senso di rifiuto del regime politico liberal-democratico e borghese creatosi in Germania in seguito alla sconfitta nella Grande Guerra ed alla caduta del kaiserismo. In esso si esprimono una critica sferzante al parlamentarismo e alla democrazia, definiti "la tirannia del denaro", nonché la nostalgia per i valori tradizionali della vecchia Germania. In esso si possono ravvisare tre tendenze:
1. prussianesimo: esso prendeva a modello la Germania guglielmina e la Prussia federiciana che ne era alle origini, i cui eredi erano gli Junker;
2. pangermanismo: il modello era visto nel medievale Sacro Romano Impero della nazione germanica;
3. völkisch: nel ricercare la purezza della civiltà tedesca, ci si spingeva fino alle originarie popolazioni germaniche, alle loro saghe e mitologie.

## Esponenti di spicco
- Arthur Moeller van den Bruck
- Stefan George
- Hugo von Hofmannsthal
- Ernst Jünger
- Carl Schmitt
- Werner Sombart
- Oswald Spengler
- Gottfried Benn
- Thomas Mann
- Ernst von Salomon
- Martin Heidegger
- Ernst Niekisch
- Edgar Julius Jung
- Othmar Spann

## Opere principali
- Oswald Spengler, Il tramonto dell'Occidente, 1918-1922
- Thomas Mann, Considerazioni di un impolitico, 1918
- Oswald Spengler, Prussianesimo e socialismo, 1919
- Othmar Spann, Der wahre Staat, 1921
- Carl Schmitt, Teologia politica I, 1922
- Arthur Moeller van den Bruck, Il terzo Reich, 1923
- Hugo von Hofmannsthal, La scrittura come luogo spirituale della nazione, 1927
- Ernst von Salomon, I proscritti, 1930
- Ernst Jünger, La mobilitazione totale, 1930
- Oswald Spengler, L'uomo e la tecnica, 1931
- Ernst Jünger, L'Operaio, 1932
- Gottfried Benn, Il Nuovo stato e gli intellettuali, 1932
- Carl Schmitt, Il concetto di Politico, 1932
- Carl Schmitt, Legalità e legittimità, 1932
- Oswald Spengler, Anni della Decisione, 1933
- Carl Schmitt, Stato, Movimento, Popolo, 1933
- Werner Sombart, Il Socialismo tedesco, 1934
- Carl Schmitt, Terra e mare. Una riflessione sulla storia del mondo, 1942
- Carl Schmitt, Il nomos della Terra nel diritto internazionale dello «Jus Publicum Europaeum», 1950
- Ernst Jünger e Martin Heidegger, Oltre la linea, 1951
- Ernst Jünger, Il trattato del ribelle (Der Waldgang), 1952
- Ernst Jünger e Carl Schmitt, Il nodo di Gordio, 1953-1955
- Carl Schmitt, Teoria del partigiano. Integrazione al concetto del Politico, 1963
- Carl Schmitt, La tirannia dei valori, 1967
- Carl Schmitt, Teologia politica II. La leggenda della liquidazione di ogni teologia politica, 1970
- Ernst Niekisch,  Il regno dei demoni, una fatalità tedesca, Novaeuropa 2019